# جو مكهيل
جو مكهيل (بالإنجليزية: Joe McHale)‏ هو لاعب كرة قدم أمريكية أمريكي، ولد في 26 سبتمبر 1963 في باسيك في الولايات المتحدة.

## وصلات خارجية
- جو مكهيل على موقع مرجع كرة القدم المحترفة.كوم (الإنجليزية)